# Гдиня-Головна
54°31′16″ пн. ш. 18°31′43″ сх. д. / 54.5212° пн. ш. 18.5286° сх. д.
Гдиня-Головна (пол. Gdynia Główna) — найбільша залізнична станція Гдині, що має найбільшу річну пропускну спроможність в північній Польщі та одну з найбільших у країні — у 2017 році обслужила 11,2 мільйона пасажирів, що поставило її на дев’яте місце серед польських станцій 
.. 
Відповідно до категоризації PKP Гдиня-Головна була відзначена найвищою категорією Преміум. 
Вокзал розташовано в історичній 

модерністській будівлі. 
Містить головний залізничний вокзал, що обслуговує міжміські маршрути, і приміський вокзал.
У 2021 році станція обслуговувала приблизно 22 900 пасажирів на день, що забезпечило йому 7 місце в країні 
.

## Історія

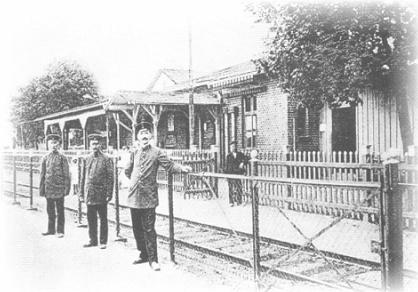
Перша залізнична станція в центрі Гдині, близько 1900 року

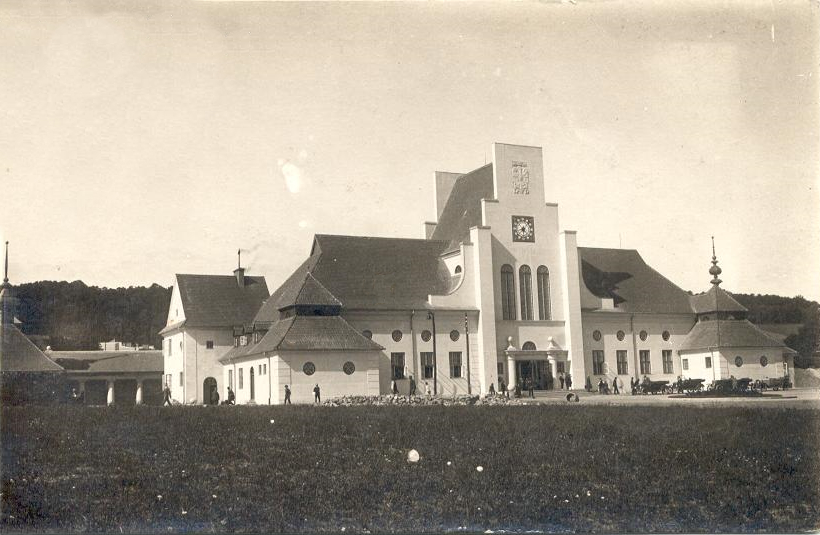
Залізнична станція з 1926 року

Перша залізнична станція в Гдині була відкрита 1 січня 1894 року. 
Спочатку це була залізнична зупинка з невеликим дерев'яним залом очікування, кількома ліхтарями та табличкою з назвою міста. 
Тільки майже через 10 років зупинку подовжили, побудували цегляну будівлю з касами, потім справжній зал очікування, і Гдиня здобула статус станції IV класу 
..
Після приєднання Ґдині до Польщі в 1920 році та рішення про будівництво міста та порту відбулось значне зростання пасажиропотоку. 
Тому в 1923-1926 роках за проектом Ромуальда Міллера було збудовано нову, цегляну імпозантну будівлю в національно-садибному стилі 
. 
Він вважався вершиною і останнім великим проявом садибного стилю в польській залізничній архітектурі, і в ньому вже виявилися риси нової течії модернізму
. 
Цей вокзал було відкрито 15 липня 1926 року 
. 
Всередині є каси, зал очікування, туалети, камера схову, ресторан, книжковий магазин, пункт обміну валюти та перукарня. 
Поруч з ним т. зв. літній станції, до якої можна було дістатися через перехід, подібний до того, що з’єднує сьогоднішні станції PKP і SKM, з часом, адаптованим для обслуговування мандрівників цілий рік.

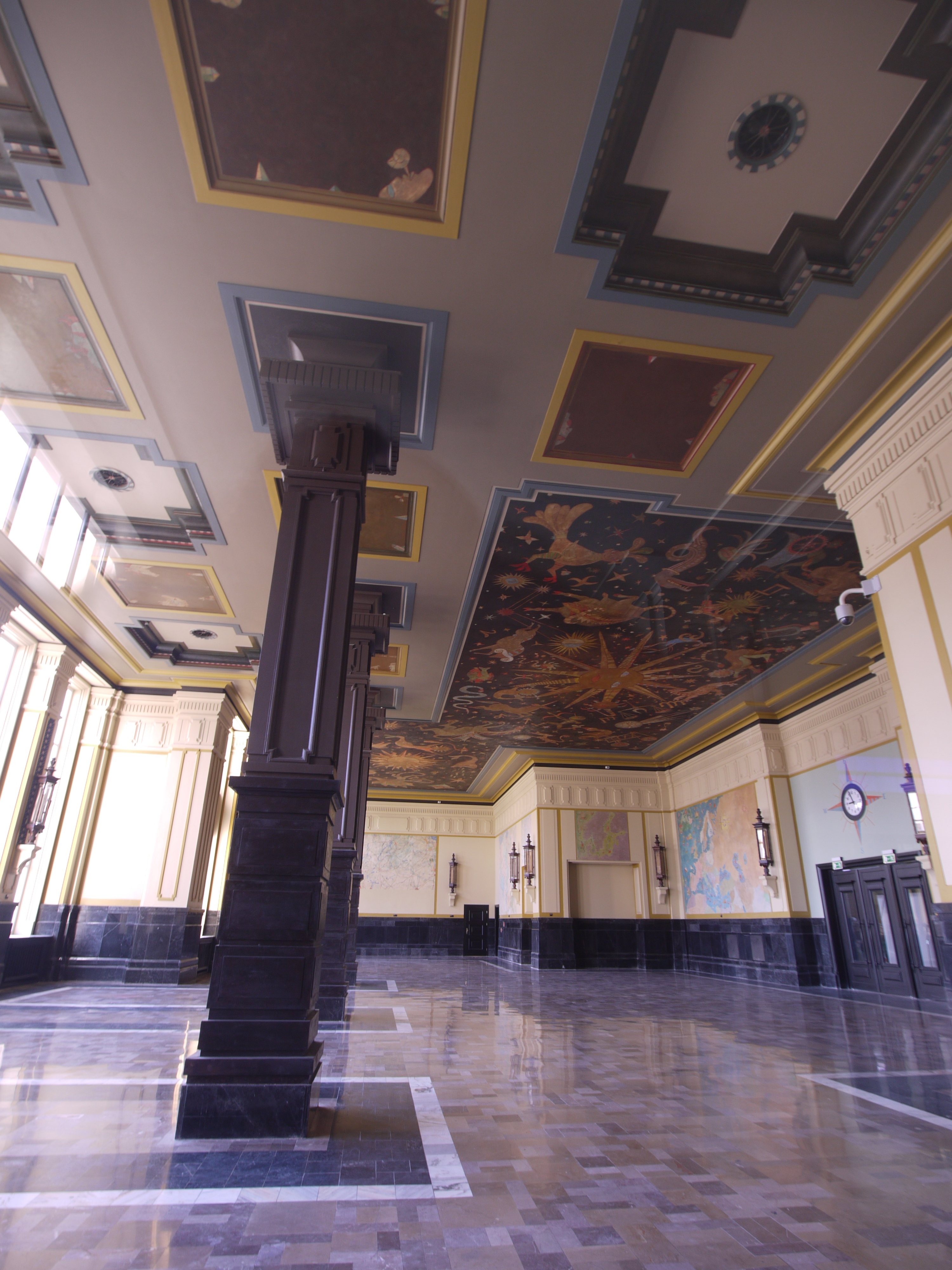
Поліхромне зображення небесних світил і знаків зодіаку в залі ресторану

В 1938 році вокзал було модернізовано та розширено. 
Під час Другої світової війни під час боїв за місто в 1945 році його було спалено. 
Через рік, тимчасово перебудований 
, 
В 1950-1959 роках на його місці побудували новий вокзал, спроєктований проф. Вацлавом Томашевським, автором проекту Будинку бавовни та будівлі Гдинського морського університету. 
Будівля вокзалу – незвичайне поєднання архітектури соцреалізму та довоєнного модерну. 
У залі очікування та головному холі збереглися мозаїки 1957 року із зображенням морського пейзажу, неба з Пегасом на вокзалі та суднобудівному заводі; у залі ресторану – розписи на стелі із зображенням символів сузір’їв і знаків зодіаку та настінні розписи із зображенням карт світу, Європи, Польщі та околиць Гданська, відкриті під час консерваційних робіт у 2010-2012 роках. 
Їх авторами були художники Академії образотворчого мистецтва в Гданську під керівництвом проф. Юліуша Студницького.
У серпні 2008 року будівлю вокзалу занесено до реєстру пам'яток. 
У цьому ж році почалася модернізація станції, що містила реконструкція холу Головного залізничного вокзалу, перекриття платформ та зміни системи управління залізничним рухом. 
Під час робіт у 2011 році було виявлено цегляну стіну станції 1926 року довжиною близько 5 метрів. 
Її зберегли та інтегрували в оновлені інтер’єри 

.
6 червня 2012 року відбулося офіційне відкриття модернізованої будівлі вокзалу. 
Інвестиція коштувала 40,7 млн злотих і була частково профінансована з фондів ЄС 

.
У 2020 році на третьому з 2018 року тендері було обрано проектувальника та підрядника з реконструкції приміського вокзалу, який використовує SKM .
Це буде консорціум T4B і MAXTO Technology, чия пропозиція (62,361 млн. злотих) перевищила бюджет, прийнятий PKP SKM (59,409 млн. злотих) майже на 3 млн. злотих. 
Будівельні роботи розпочалися восени 2021 року та мають бути завершені до березня 2023 року. 
У відремонтованій будівлі буде розміщено центр управління моніторингом та систему інформування пасажирів 
. 
Інвестиційний договір підписано 11 лютого 2021 року 
.

## Опис

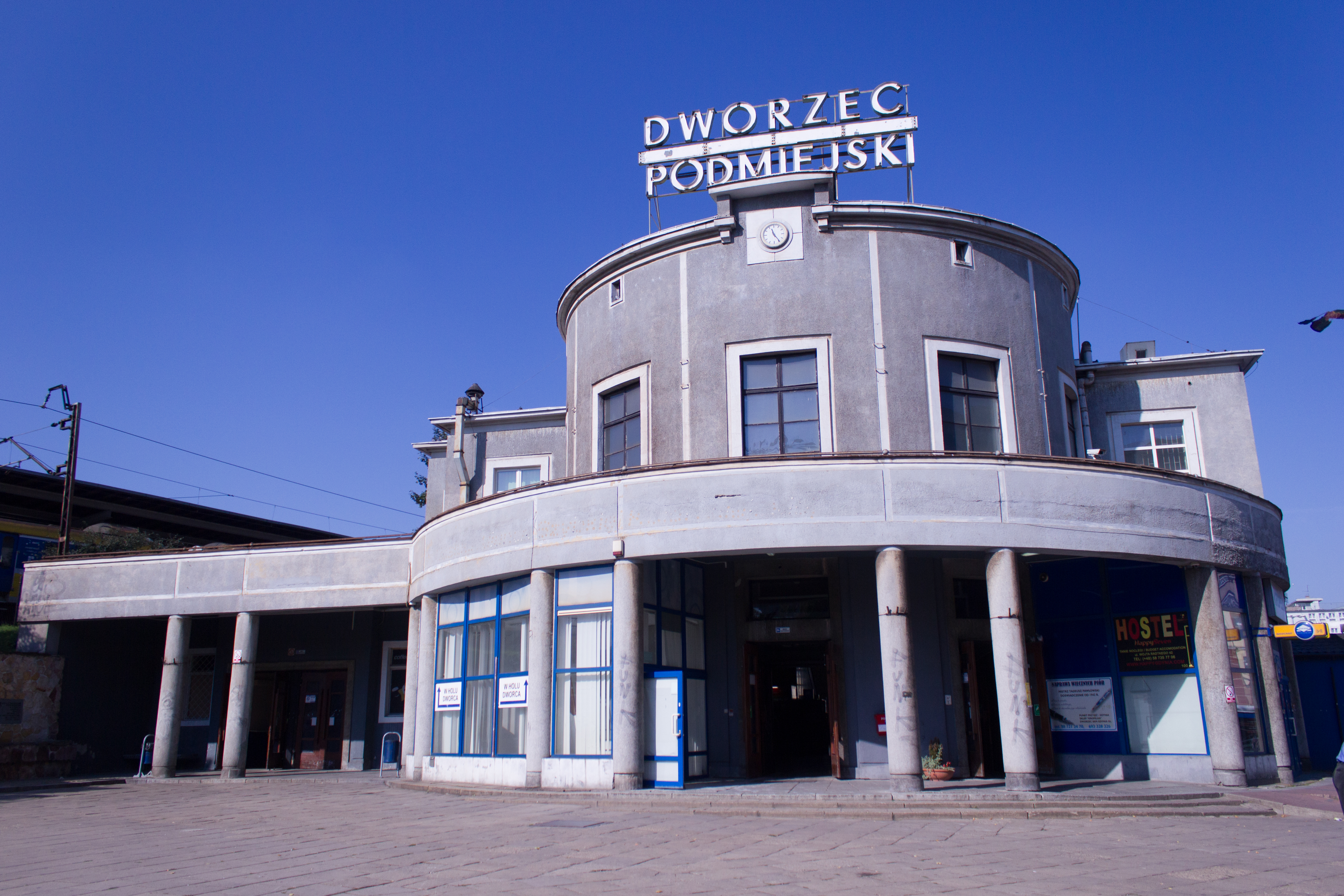
Будівля приміського вокзалу

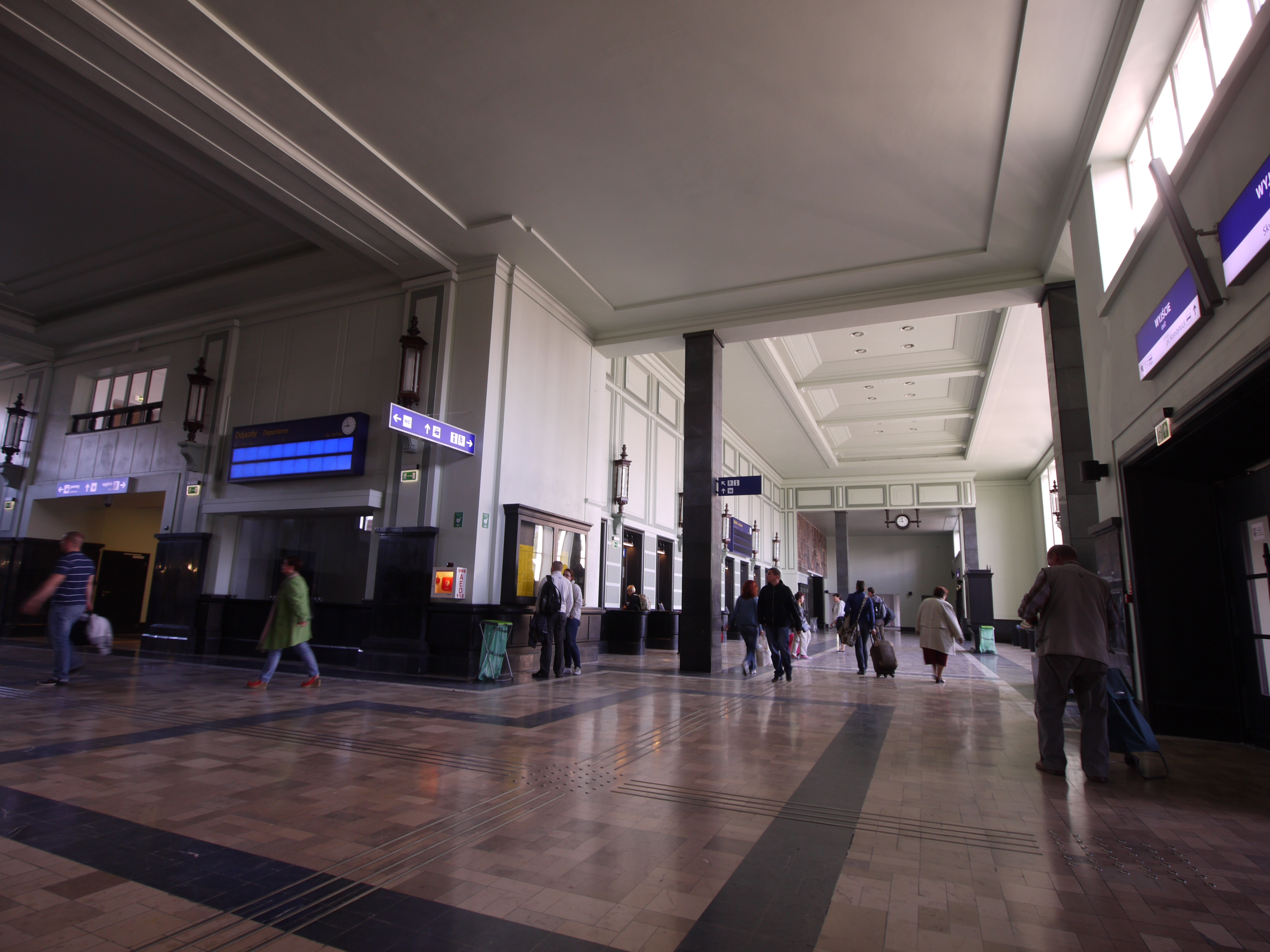
Хол вокзалу в бік квиткових кас

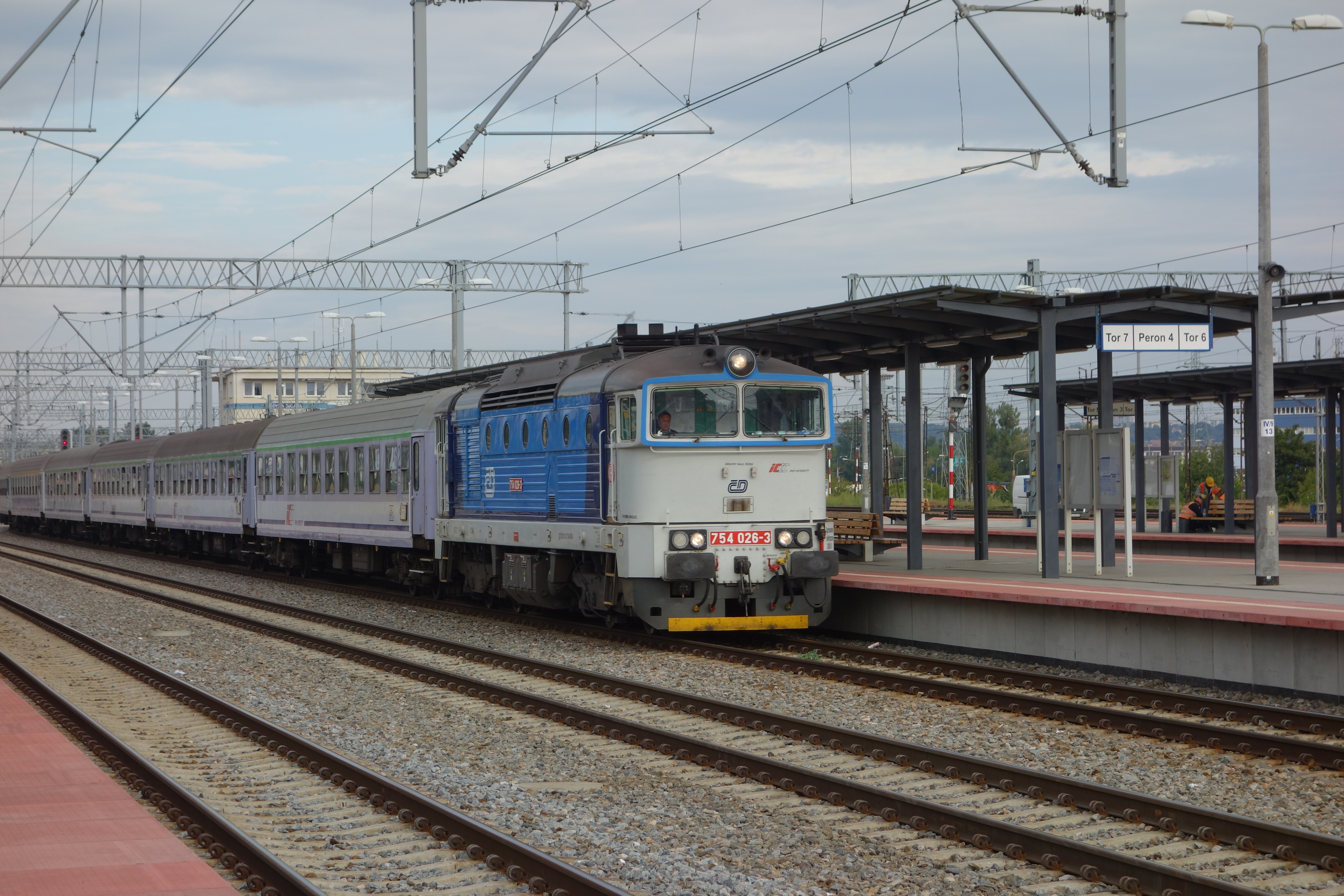
Платформи

Вокзальний комплекс складається з будівлі Головного залізничного вокзалу (на пл. Конституції ) та сполученого з ним критим переходом Приміського вокзалу (знаходиться з боку вул. Лютего, 10). 
На Головному залізничному вокзалі розташовані автовокзал, а також тролейбусні та автобусні кінцеві зупинки.
Хол Головного залізничного вокзалу має два головних входи, між якими розташовані приміщення з квитковими касами, а також заклади харчування та торгівлі. 
Навпроти східного входу є підземний перехід до всіх платформ. 
Більшість закладів харчування також розташовані на цьому вході. 
Другий підземний перехід з'єднує Приміський вокзал з платформою 1.
Станція Гдиня-Головна має 5 платформ, з’єднаних підземними переходами. 
Платформа 1 повністю покрита дахом, а інші платформи мають дах, розділений на три частини: спуски в підземний перехід і два засклених майданчики приблизно 50 м. 
- Платформа 1 (висока) обслуговує потяги SKM, причому потяги прямують у напрямку Вейгерово по колії з боку станції, а потяги прямують по колії з вулиці Морська в напрямку Гданська.
- Платформи 2 і 3 (після модернізації високі) зазвичай обслуговують поїзди далекого сполучення, що прямують з Гданська.
- Платформи 4 і 5 (високі) зазвичай обслуговують поїзди далекого сполучення, що прямують з Вейгерово.